# SHW (Unternehmen)
Die SHW AG ist ein Automobilzulieferer mit Sitz in Aalen, der mit seinen Produktionsstandorten in Europa, Nord- und Südamerika sowie China vertreten ist. Die SHW entwickelt und produziert mechanische und elektrische Pumpen, Sinterteile und Bremsscheiben für unterschiedliche Antriebsvarianten im Bereich Personenkraftwagen, Lkw und Geländewagen.

## Aktionärsstruktur
(Stand: 31. Dezember 2022)
- Pankl AG - 89,0 %
- Pierer Industrie AG - 3,1 %
- Streubesitz - 7,9 %

## Geschichte
zur Vorgeschichte siehe Hüttenwerke in Württemberg

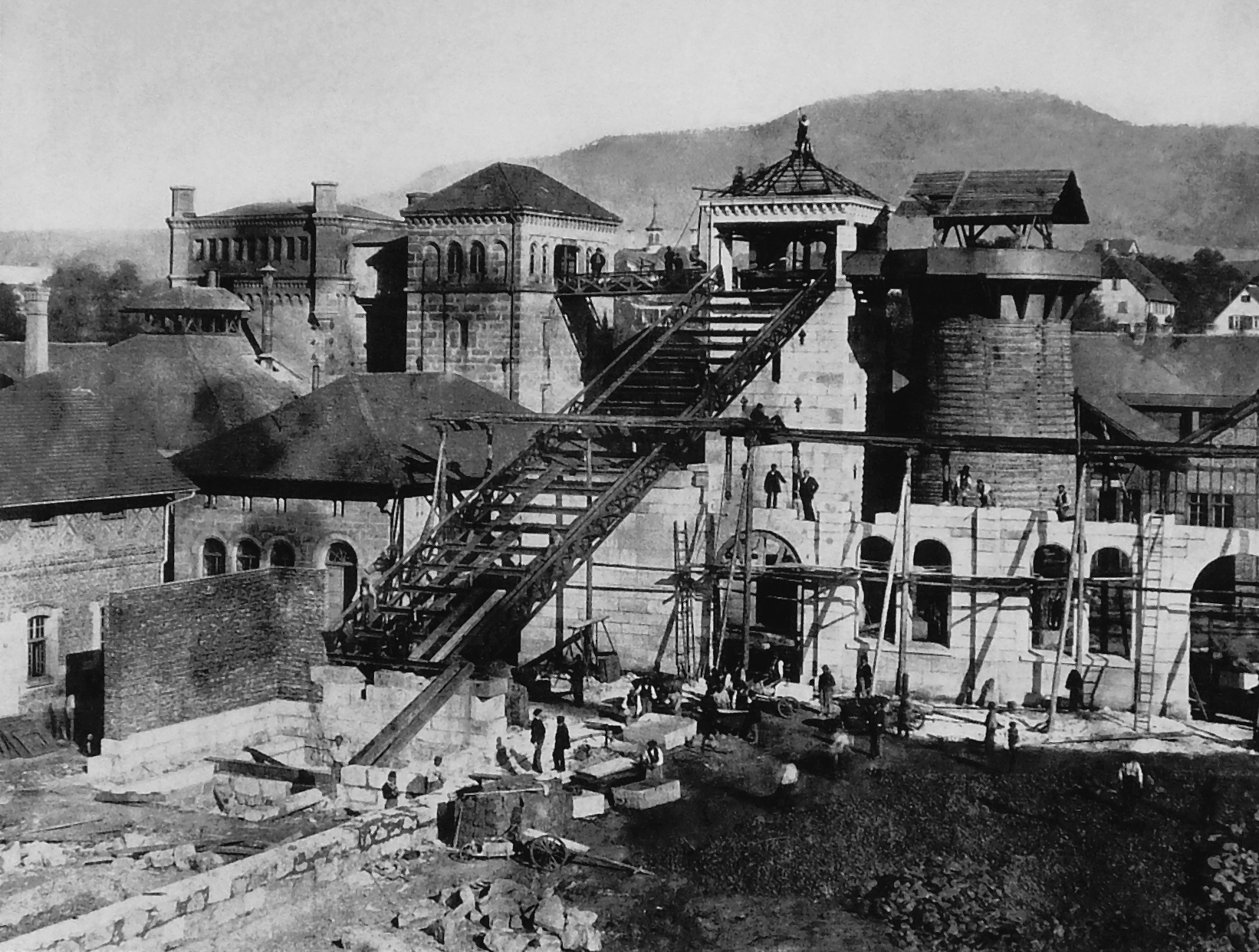
Das Hüttenwerk Wasseralfingen im 19. Jahrhundert

Die heutige SHW führt ihre Ursprünge auf eine kaiserliche Urkunde aus dem Jahr 1365 zurück, in der die Gewinnung und Verhüttung von Bohnerz auf der Schwäbischen Alb erstmals geregelt wurde.

### Ab 1921
Die Schwäbischen Hüttenwerke GmbH (SHW GmbH) wurden 1921 gegründet durch das damalige Land Württemberg und den Gutehoffnungshütte-Konzern, später in MAN umbenannt, die jeweils 50 Prozent hielten. Die Geschäftstätigkeit umfasste den Bergbau, den Betrieb von Hüttenwerken und den Handel mit Rohstoffen. Das Unternehmen beschäftigte zum damaligen Zeitpunkt 1750 Arbeiter und 170 Angestellte und konzentrierte sich in der Folgezeit auf die Bereiche Gießerei, Walzwerksproduktion und Maschinenbau; der letzte Hochofen wurde 1925 stillgelegt. Unter Federführung der Gutehoffnungshütte wurde nach 1934 auch die Eisenerzförderung in größerem Umfang wiederaufgenommen und bis zur Schließung des letzten Bergwerks in Geislingen-Altenstadt 1963 fortgesetzt.

### Automobilbau

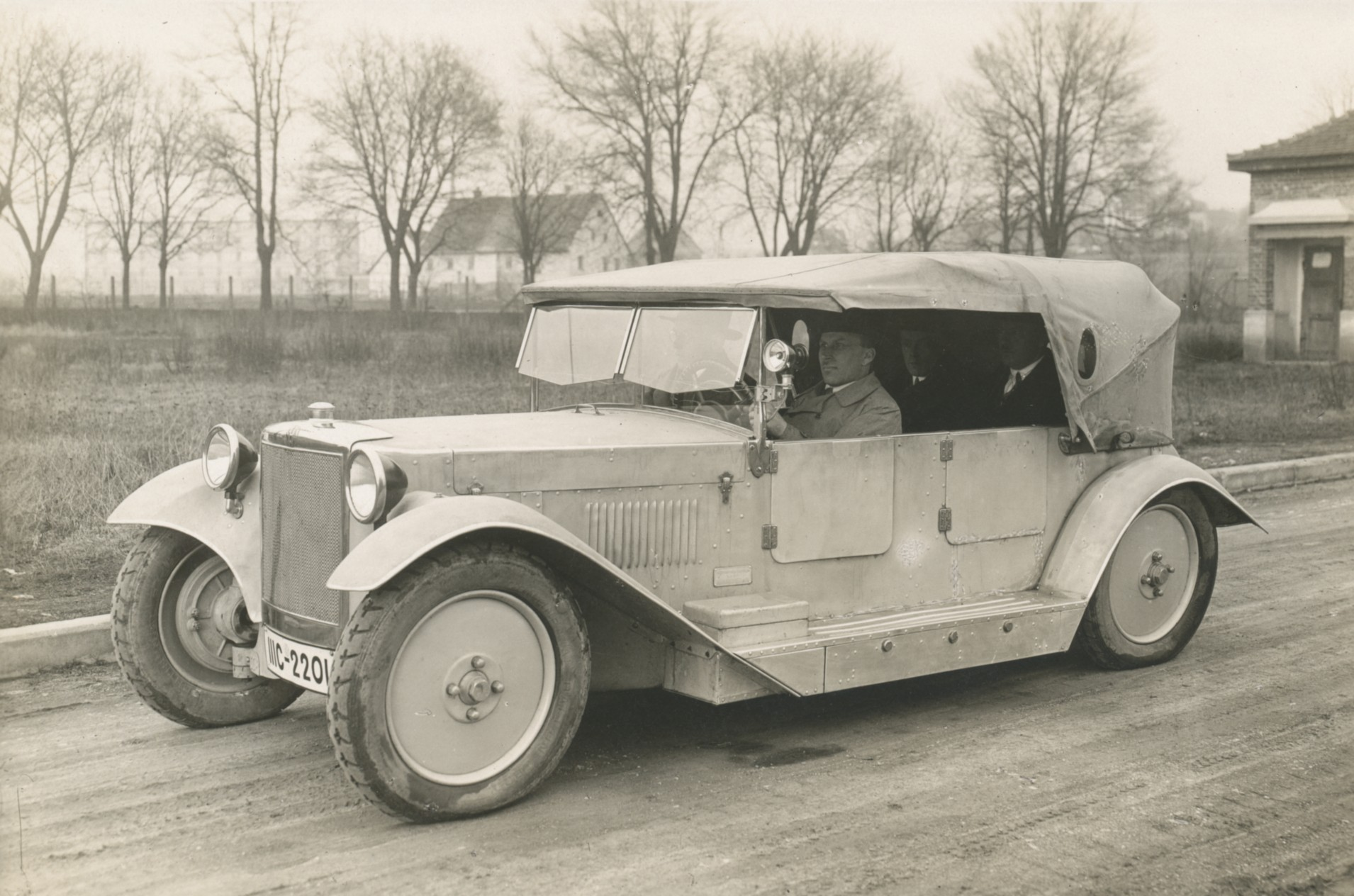
Der SHW-Wagen aus dem Jahr 1925

1924 wurde unter der Leitung von Wunibald Kamm mit der Entwicklung eines Automobils mit fortschrittlichen Eigenschaften begonnen: Aluminium-Karosserie, Einzelradaufhängung und viele weitere technische Details. Als sich jedoch kein Hersteller für die Serienproduktion fand, wurde das Projekt des SHW-Wagens 1925 aufgegeben.

### Nach 1945

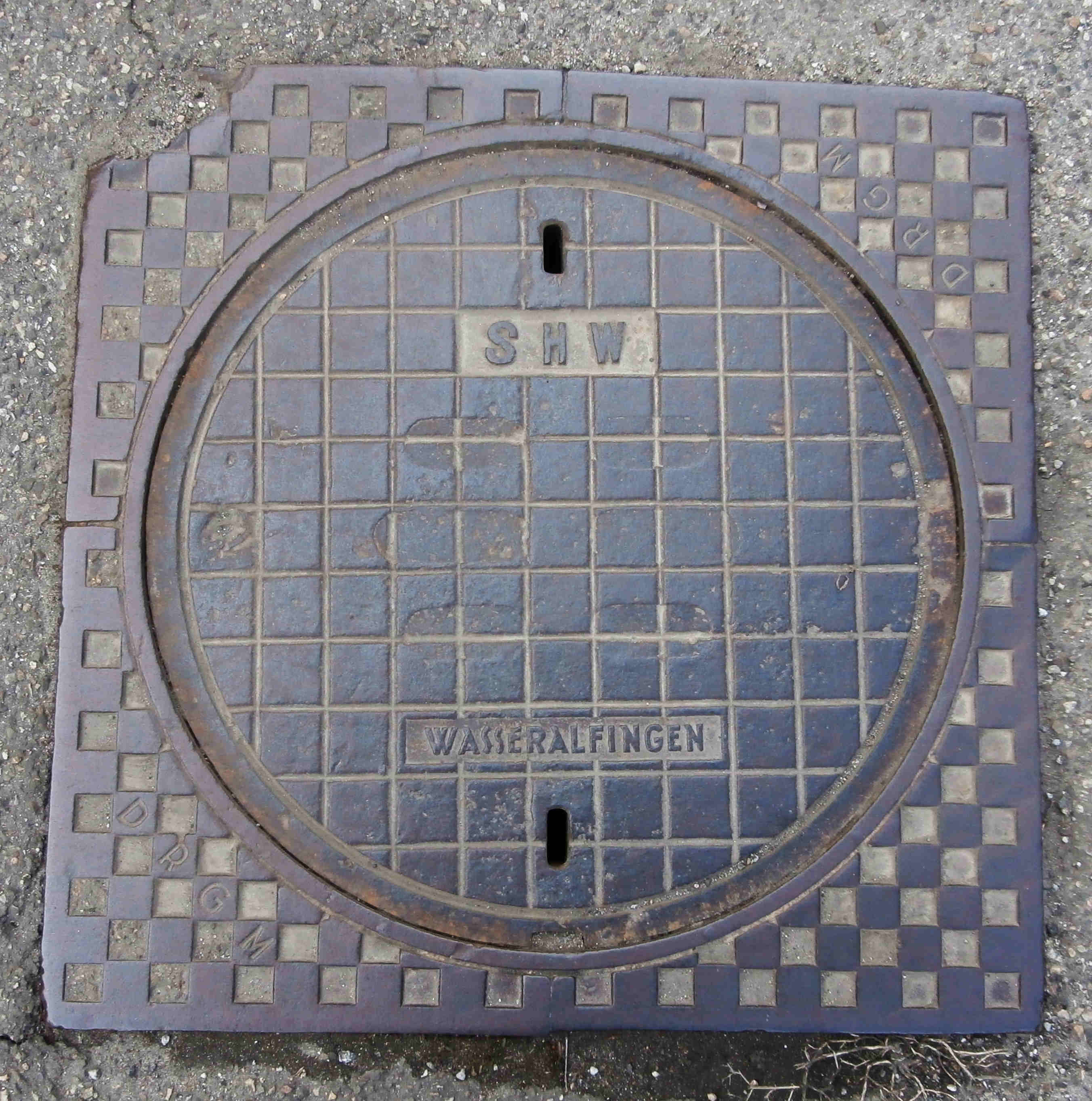
Gusseisen-Kanaldeckel SHW aus der Wasseralfinger Hütte

In den 1950er-Jahren begann die SHW mit der Fertigung von Bremsscheiben im Werk Tuttlingen-Ludwigstal. Im Jahr 1963 startete SHW dann mit der Fertigung von Sinterformteilen, die 1968 von Friedrichstal bei Baiersbronn nach Aalen-Wasseralfingen verlegt wurde. Das Jahr 1978 war durch die Aufnahme der Hydraulikpumpenfertigung im neu erbauten Werk in Bad Schussenried gekennzeichnet. Das Automobilzuliefergeschäft gewann in den Folgejahren zunehmend an Bedeutung. Im Jahr 2005 kam es zur Abspaltung der Nicht-Kfz-Geschäftsbereiche sowie dazugehöriger Gesellschaften vom SHW-Konzern. Die Kfz-Geschäftsbereiche firmieren seitdem unter Schwäbische Hüttenwerke Automotive GmbH. Die MAN und das Land Baden-Württemberg veräußerten ihre Geschäftsanteile an den Finanzinvestor Nordwind Capital.
Nach Umwandlung der Muttergesellschaft Schwäbische Hüttenwerke Beteiligungs GmbH in eine Aktiengesellschaft firmierte das Unternehmen als SHW AG und ging an die Börse. Die SHW-Aktie startete am 7. Juli 2011 mit dem Börsenkürzel SW1 im Prime Standard der Frankfurter Börse. Mit der Übernahme der Lust Hybrid-Technik GmbH im Jahr 2017 weitete die SHW ihre Tätigkeit in der Elektromobilität aus.
Seit September 2018 gehört die SHW AG zusammen mit der Pankl Racing Systems zur neu formierten Pankl AG (bis Juni 2020 Pankl SHW Industries AG), die gleichzeitig Mehrheitsaktionär ist. Im Juni 2019 wechselte die SHW AG an den Freiverkehr-Markt der Wertpapierbörse München im Segment m:access.

### Archiv
Das Archiv der SHW, das seit dem Jahr 2000 im Wirtschaftsarchiv Baden-Württemberg in Stuttgart-Hohenheim verwahrt wird, gehört zu den ältesten und bedeutendsten Unternehmensarchiven Deutschlands und umfasst die Überlieferung der württembergischen Hüttenwerke vom 16. Jahrhundert bis heute (200 lfm).

## SHW Bergkapelle
Der heutige Verein und Orchester SHW Bergkapelle Wasseralfingen war jahrelang eine Abteilung der Hüttenwerke in Wasseralfingen. 1813 ist das Gründungsjahr der Bergkapelle.